# Les Lilas
Les Lilas es una localidad y comuna de Francia, en la región de Isla de Francia, departamento de Sena-San Denis, en el distrito de Bobigny. Es la cabecera y mayor población del cantón de su nombre.
Fue constituido en 1867 a partir de Bagnolet, Pantin y Romainville.

## Demografía
| 3 699 | 4 411 | 5 690 | 5 887 | 6 417 | 7 438 | 8 925 | 10 470 | 11 654 | 14 599 | 18 109 | 19 500 | 19 467 | 17 685 | 18 590 | 17 721 | 15 817 | 20 054 | 20 354 | 20 118 | 20 226 | 22 324 |
| Para los censos de 1962 a 1999 la población legal corresponde a la población sin duplicidades (Fuente: INSEE [Consultar]) |       |       |       |       |       |       |        |        |        |        |        |        |        |        |        |        |        |        |        |        |        |

Forma parte de la aglomeración urbana de París.